# Andrew Craighan
Andrew David Craighan (rođen 18. srpnja 1970.) britanski je glazbenik i producent, najpoznatiji kao gitarist sastava My Dying Bride. Uz pjevača Aaronom Stainthorpeom jedini je preostali izvorni član sastava. Osim s My Dying Brideom također svirao je s death metal-skupinom Abiosis te se pojavio na demoalbumu Noxious Emanation.